# Poecilopsetta macrocephala
Poecilopsetta macrocephala är en fiskart som beskrevs av Hoshino, Amaoka och Last 2001. Poecilopsetta macrocephala ingår i släktet Poecilopsetta och familjen flundrefiskar. Inga underarter finns listade i Catalogue of Life.